# Santiago Rivero (político)
Santiago José Rivero Cruz (El Repilado, Huelva, 22 de septiembre de 1988) es un activista LGTBI y político español del PSOE, miembro de la Asamblea de Madrid.

## Biografía
Rivero nació en Huelva, y fue al IES San José, en Cortegana. Con catorce años impulsó una asociación local de ocio joven 'El gurugú'.
Se graduó en Ciencias Políticas y Administración por la Universidad Complutense de Madrid. Posteriormente hizo un máster en optimización en motores de búsqueda y marketing.
Ha trabajado en la plataforma reclamador.es en comunicación digital, posicionamiento web y estrategia de relaciones con la prensa. También ha sido profesor del módulo de marketing digital en el título propio de la UCM de Comunicación en la era post digital.
Rivero es abiertamente gay. Fue coordinador del área joven de la Federación Estatal de Lesbianas, Gais, Transexuales y Bisexuales. Es miembro de COGAM, la asociación española en defensa de los derechos del colectivo LGBT, desde 2012. Allí ha sido coordinador del área joven, trabajado en el equipo de comunicación y vicepresidente.
En 2005 fundó y fue Secretario General de las Juventudes Socialistas de Jabugo. En 2006 se incorporó a la ejecutiva del Partido Socialista Obrero Español de la localidad como Secretario de Organización. Posteriormente fue Secretario de Memoria Histórica y Enseñanzas Medias de las Juventudes Socialistas de Huelva, y Secretario Regional de Formación de Juventudes Socialistas de Andalucía.
Es diputado de la Asamblea de Madrid desde el 8 de junio de 2021, tras las elecciones regionales.
Es el secretario LGTBI, de diversidad y movimientos sociales de la Ejecutiva en el PSOE de Madrid.

## Reconocimientos
En junio de 2023 Rivero fue reconocido por COGAM con la Bandera a la Militancia como exvicepresidente de la asociación y pilar en la comunicación y la organización del Orgullo LGTBI de Madrid.
También en junio de 2023 fue reconocido como una de las figuras LGTBIQ+ (menores de 35 años) a seguir por la revista Vanitatis.